# Usagi Drop - Il film
Usagi Drop - Il film (映画 うさぎドロップ?, Eiga Usagi Doroppu) è un film del 2011 diretto da Sabu.
La pellicola è basata sul manga omonimo di Yumi Unita. Ken'ichi Matsuyama, già molto noto per avere impersonato Elle nei film dedicati a Death Note, qui interpreta il ruolo del personaggio maschile principale, affiancato da Karina. Il film ha vinto il Nikkan Sports Award come miglior attore a Ken'ichi Matsuyama.

## Trama
Daikichi lavora come impiegato e a 30 anni è ancora un uomo solo, che si trova a dover accudire nientemeno che la figlia illegittima di sei anni di suo nonno appena defunto.
Egli è celibe e senza fidanzata ed inizierà così questa forma tutta nuova di convivenza assieme ad una bambina sconosciuta, Rin.
Mentre i parenti sembrano tutti presi a discutere gli accordi per darla in affidamento ad una famiglia adottiva, Daikichi dichiara improvvisamente che invece sarà lui ad allevarla e a prendersene cura.